# Agence France-Presse
Agence France-Presse (AFP. Em português "Agência de Imprensa da França") é uma agência de notícias francesa, considerada uma das mais prestigiadas no mundo, fundada em 1835 (como Agência Havas) e com base no 2º arrondissement de Paris.
A AFP é, ao lado da Associated Press e da Thomson Reuters, uma das três maiores agências de notícias do mundo.
Em 2018, ganhou uma Menção Honrosa do Prêmio Vladimir Herzog de Fotografia, concedido a Mauro Pimentel, pela obra “Guerra na porta de casa”.